# Mr. Jordan
Mr. Jordan è il terzo album in studio del cantautore inglese Julian Lennon, pubblicato nel 1989.

## Tracce
Testi e musiche di Julian Lennon e John McCurry, eccetto dove indicato.

- Side 1

1. Now You're In Heaven – 3:39
2. You're the One – 5:52
3. I Get Up – 4:38
4. Mother Mary (Lennon) – 4:56
5. Angillette – 4:23

- Side 2

1. Open Your Eyes (Lennon) – 4:22
2. Make It Up to You (Lennon, Patrick Leonard) – 4:46
3. Sunday Morning (Lennon) – 3:27
4. Second Time (Justin Clayton, Lennon) – 5:14
5. I Want You to Know – 5:45

## Formazione
- Julian Lennon – voce, cori (1, 2, 4–6, 8–10), tastiera (1–4, 6–10), piano acustico (5)
- Patrick Leonard – tastiera (1–4, 6–10), sintetizzatore (5), organo Hammond (7, 9), piano elettrico (9)
- Jai Winding – tastiera (1, 2, 3, 7, 9, 10)
- Justin Clayton – chitarra (1–4, 7, 9, 10)
- John McCurry – chitarra (1–5, 7, 9, 10)
- Dann Huff – chitarra (2, 6, 10)
- David Williams – cori (2), chitarra (6)
- Bruce Gaitsch – chitarra acustica (8, 9)
- Peter Frampton – chitarra (9), cori (9)
- Schuyler Deale – basso (1, 2, 3, 7, 9, 10)
- Jonathan Moffett – batteria (1–4, 6, 7, 9, 10), cori (2)
- Luis Conte – percussioni (1, 4, 9, 10)
- Vinnie Colaiuta – spazzola (3)
- Warren Ham – armonica (3)
- Frank Elmo – sassofono (3, 7, 10)
- Chuck Findley – tromba (3, 8)
- Larry Corbett – violoncello (4, 6)
- Suzie Katayama – violoncello (4, 6)
- Daniel Smith – violoncello (4, 6)
- John Yoakum – corno inglese (8)
- Fee Waybill – cori (1, 6, 10)
- Alexandra Brown – cori (3, 7)
- Carmen Carter – cori (3, 7)
- Niki Haris – cori (3, 6, 7, 9, 10)
- Donna De Lory – cori (6)
- Fiona Flanagan – cori (6, 9, 10)
- Marilyn Martin – cori (6)
- Timothy B. Schmit – cori (9)